# Ceratophygadeuon boops
Ceratophygadeuon boops är en stekelart som beskrevs av Henry Keith Townes, Jr. 1983. Ceratophygadeuon boops ingår i släktet Ceratophygadeuon och familjen brokparasitsteklar. Inga underarter finns listade i Catalogue of Life.